# Côte de la Redoute
Die Côte de la Redoute ist ein Anstieg vom Ort Sougné-Remouchamps auf das Plateau oberhalb der Amel, der seine Bekanntheit dem Radrennen Lüttich–Bastogne–Lüttich verdankt.

## Beschreibung

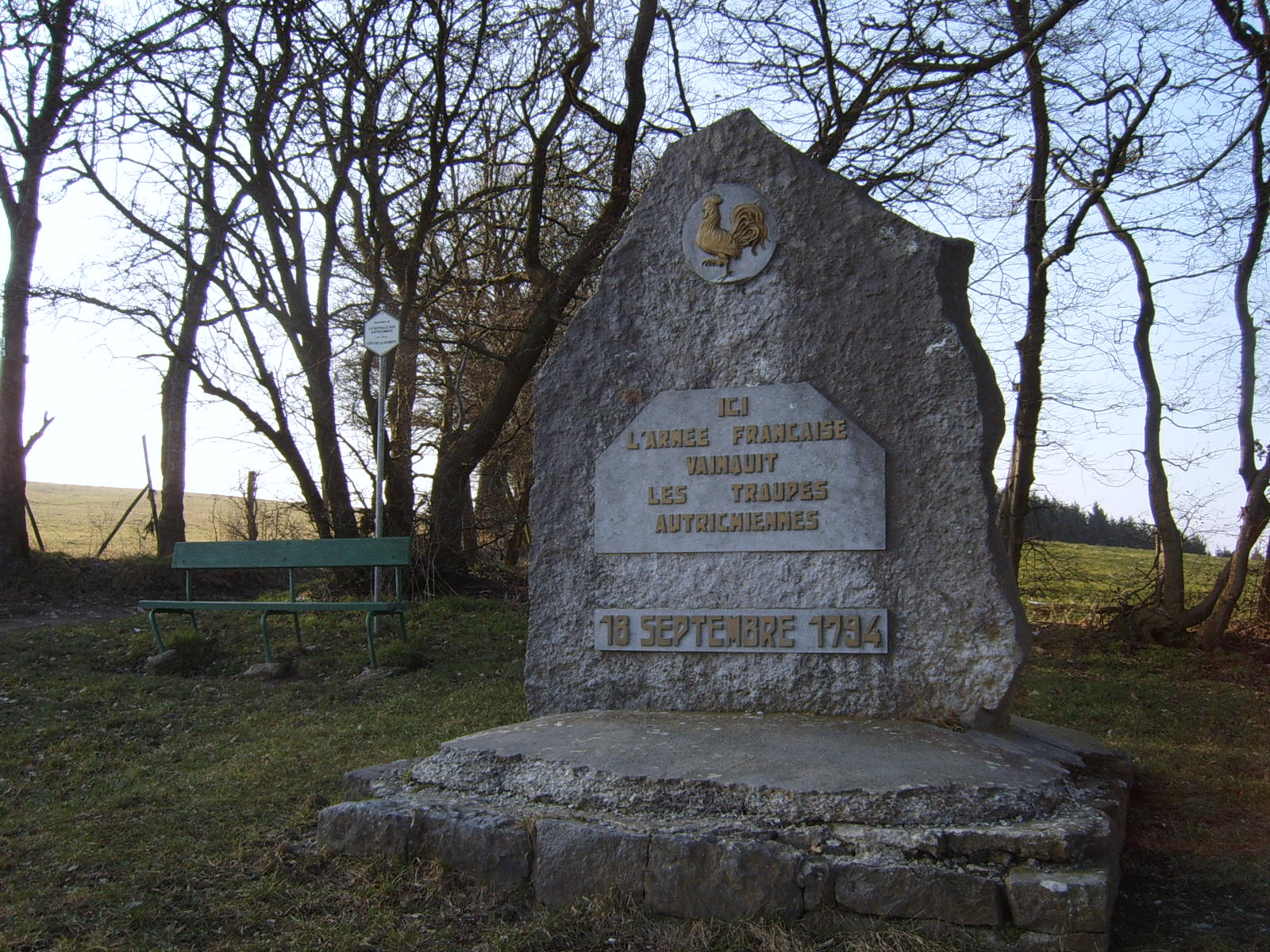
Denkmal der Schlacht von Sprimont (1794)

Die Steigung beginnt an der Brücke über die Amel im Ort Sougné mit der Rue du Broux und beschreibt eine Kurve über die Rue Ladry und Rue Trotinfosse. Die Steigung innerhalb des Orts ist moderat, aber die engen Dorfstraßen zwingen ein Peloton bereits an dieser Stelle, sich in die Länge zu ziehen. Am Ortsrand unterquert die Route eine Umgehungsstraße (N633d) und verläuft kurze Zeit parallel dazu. Nach etwa 400 m wendet sich die Steigung nach links von der N633d ab und heißt ab hier Rue Redoute. Letztere beginnt eigentlich schon im Ortszentrum von Sougné, wurde aber durch den Bau der Umgehungsstraße unterbrochen.
Die Rue Redoute führt ca. 900 Meter zwischen Wiesen und Hecken den Berg hinauf, wobei die Steigung auf einem Streckenabschnitt 20 % beträgt, bis an einer T-Kreuzung ein Kammweg erreicht ist. An dieser steht ein Denkmal für ein Gefecht im Ersten Koalitionskrieg; ihren Namen verdankt die Straße einer hier gelegenen Redoute, die am 18. September 1794 von französischen Soldaten gestürmt wurde. Die Amel-Brücke liegt bei 131 m Meereshöhe, das Denkmal bei 292 m wird nach 2 km erreicht, was einer durchschnittlichen Steigung von 8 % entspricht.
Fährt man an der T-Kreuzung nach links, so führt die Straße noch weiter leicht bergauf, bevor es bergab nach Sprimont geht; rechts geht es bergab nach Cornémont.

## Geschichte

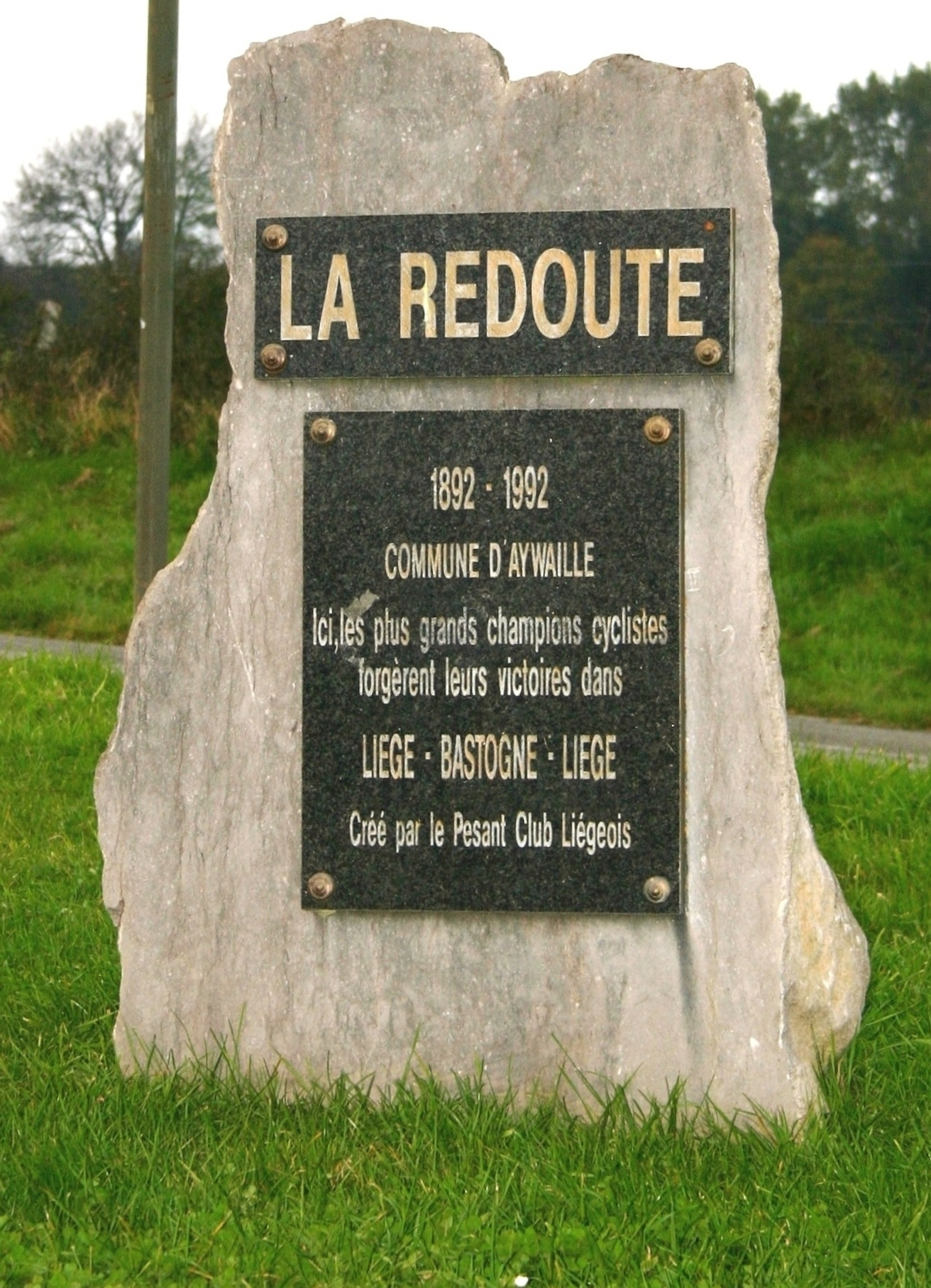
Denkmal des Rennens Lüttich–Bastogne–Lüttich

Die an sich unbedeutende Nebenstraße verdankt ihre Bedeutung dem Rennen Lüttich–Bastogne–Lüttich, in dem sie erstmals 1975 auftauchte. Etwa 35 km vor dem Ziel und am Ende einer längeren Übergangsphase gelegen, markiert sie den Beginn des Finals. Bei ihrer Einführung 1975 war sie die vorletzte Steigung und bot starken Kletterern die beste Gelegenheit, sich abzusetzen. 1992, zum 100-jährigen Jubiläum des Rennens, wurde entlang des Anstiegs eine Stele aufgestellt, die an das Rennen erinnert.

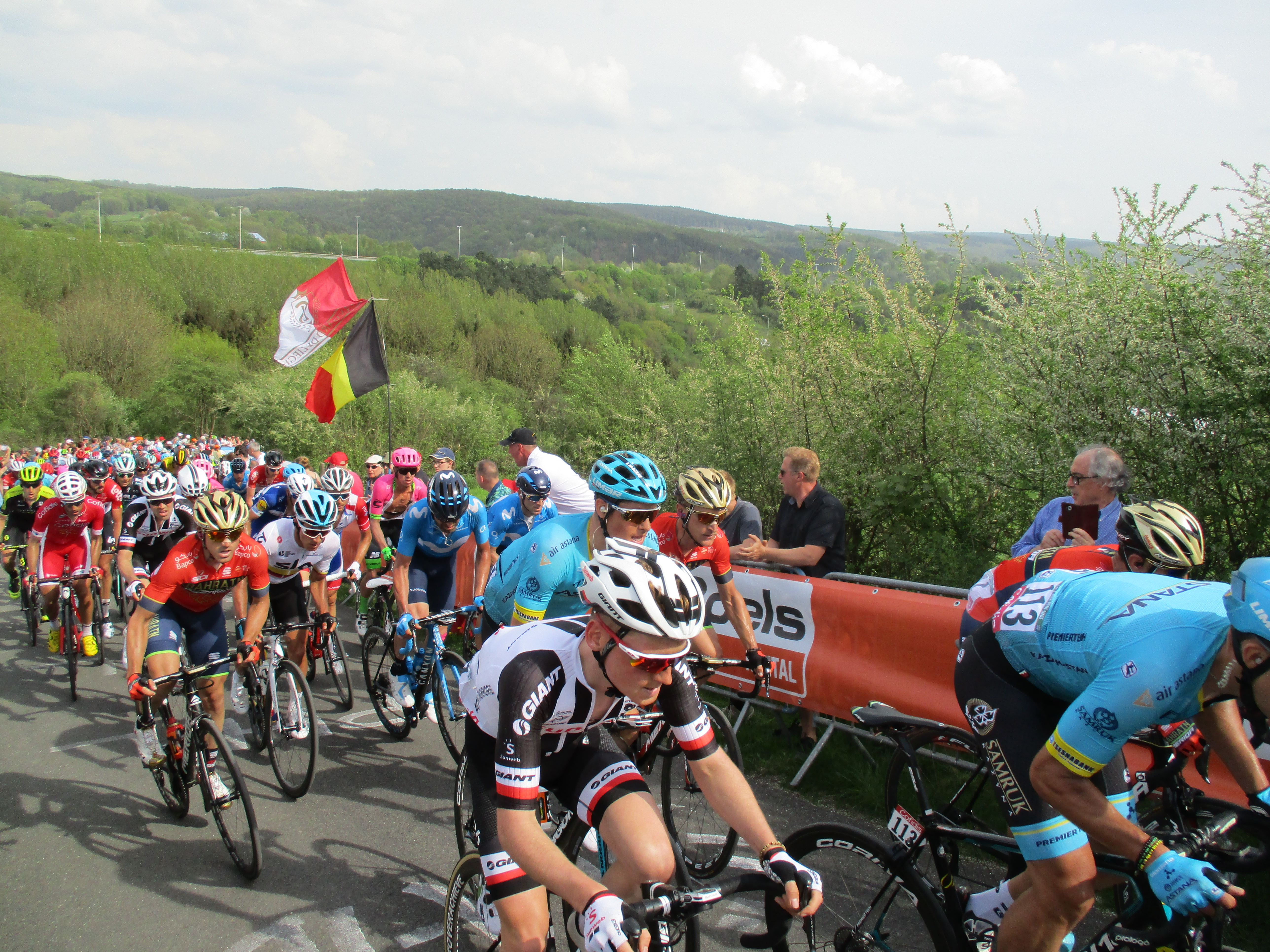
Lüttich–Bastogne–Lüttich 2018 auf der Côte de la Redoute

Ebenfalls 1992 wurde das Ziel des Rennens vom Lütticher Stadtzentrum in die Vorstadt Ans verlegt, mit der Côte de Saint-Nicolas kurz vor dem Ziel. 2008 wurde zusätzlich die Côte de la Roche-aux-Faucons ins Finale eingebaut. Die starken Kletterer waren nun nicht mehr darauf angewiesen, vorzeitig zu attackieren, und die Côte de la Redoute verlor an Bedeutung. Sie wird dennoch jedes Jahr von Tausenden Zuschauern am Wegesrand gesäumt, dies insbesondere in den 2010er Jahren, als der aus der Nähe stammende Philippe Gilbert zu den Favoriten des Rennens gehörte. Nach Philippe Gilbert ist im Ort Sougné-Remouchamps eine Straße benannt. Die Côte de la Redoute ist auch Namensgeber eines Biers (La Redoutable), dessen Alkoholgehalt von 9 % auf die durchschnittliche Steigung anspielen soll.
2019 wurde die Côte de Saint-Nicolas aus dem Programm gestrichen und die Zielankunft wieder nach Lüttich verlegt, um die Fahrer zu früheren Attacken zu ermutigen. 2022 und 2023 setzte sich Remco Evenepoel jeweils auf der Côte de la Redoute von den übrigen Favoriten ab, um das Rennen solo zu gewinnen, 2024 tat Tadej Pogačar dasselbe.
Im seit 2017 bestehenden Frauenrennen Liège–Bastogne–Liège Femmes gehört die Côte de la Redoute seit Anbeginn zum Programm. In der Tour de France Femmes 2024 wurde sie auf der 4. Etappe passiert, der Streckenverlauf ab dort war identisch zu Lüttich–Bastogne–Lüttich.